# Рональд Беркл
Рональд Уейн Беркл (англ. Ronald Wayne Burkle, народився 12 листопада 1952) — американський бізнесмен. Він є співзасновником і керуючим партнером The Yucaipa Companies, LLC, приватної інвестиційної компанії, яка спеціалізується на американських компаніях у сфері дистрибуції, логістики, продуктів харчування, роздрібної торгівлі, споживачів, гостинності, розваг, спорту та легкої промисловості.
Yucaipa здійснив злиття та поглинання мереж продуктових магазинів, включаючи мережі супермаркетів, зокрема Fred Meyer, Ralphs і Jurgensen's, і колись володів частками приблизно в 35 компаніях, включаючи мережі продуктових магазинів A&amp;P і Whole Foods Market, до їх відповідного закриття та поглинання.
Станом на 12 лютого 2018 року статки Беркла оцінювалися в 2 мільярди доларів США. Він займав 633 місце в списку Forbes «Найбагатші люди планети 2014». 
Беркл є відомим демократичним активістом і збирачем коштів.

## Молодість і освіта
Рон Беркл народився 12 листопада 1952 року, старший із двох синів, у родині Бетті та Джозефа Беркл у Помоні, Каліфорнія. Джозеф працював сім днів на тиждень, керуючи продуктовим магазином Stater Bros. у Помоні та вкладаючи свої заощадження в житлові будинки. Щоб побачити свого батька, Беркл заповнив полиці в батьківській крамниці хлібом і загнав візки для покупок.
До 13 років Беркл приєднався до місцевої профспілки 770 United Food and Commercial Workers Union. Менш ніж через два роки Беркл покинув навчання.
У 21 рік він одружився з Джанет Стіпер, клерккою Stater Bros. і правнучкою піонерів авіації братів Райт. У них було троє спільних дітей. Беркл перетворив інвестиції в розмірі 3000 доларів США в American Silver та іншу металургійну компанію на 30 000 доларів і почав інвестувати в недооцінені продуктові магазини та продавати їх. Він уклав принаймні одну угоду за допомогою фінансиста зі сміттєвих облігацій Майкла Мілкена.

## Кар'єра
У 1986 році Беркл заснував Yucaipa Companies, приватну інвестиційну компанію, яка інвестує в американські компанії в сфері гостинності, спорту, розваг, логістики, їжі, споживання, легкої промисловості, роздрібної торгівлі, виробництва та дистрибуції.
Під час заворушень у Лос-Анджелесі 1992 року Беркл відмовився закрити свої міські магазини, за що отримав похвалу.
Він був головою правління та власником контрольного пакету акцій багатьох компаній, зокрема Alliance Entertainment, Golden State Foods, Dominick's, Fred Meyer, Ralphs і Food4Less. Він був членом правління компаній Occidental Petroleum Corporation, KB Home і Yahoo!
Беркла часто розглядають як бізнесмена, який підтримує тісні стосунки з профспілками та працює з профспілками для вирішення бізнес-проблем.

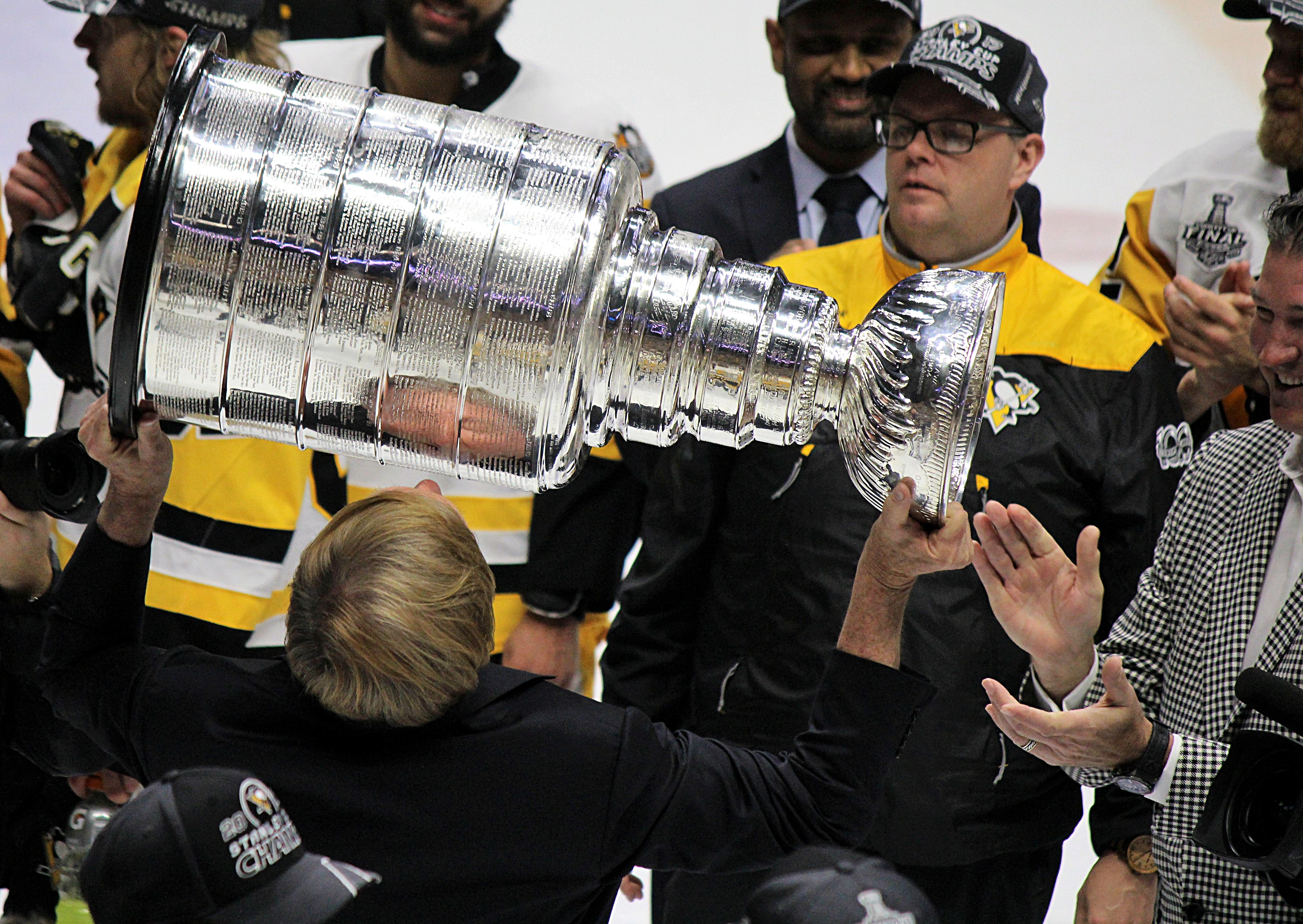
Співвласник Маріо Лем’є дивиться, як Беркл цілує Кубок Стенлі у 2017 році.

### НХЛ
Беркл є співвласником «Піттсбург Пінгвінз» Національної хокейної ліги, хоча його частка в команді невідома. У 1999 році він допоміг врятувати команду, співпрацюючи з колишнім Penguin Маріо Лем’є, щоб вивести команду з банкрутства.